# نظریه سه مولفه قشربندی
نظریه سه مولفه قشربندی (به انگلیسی: Three-component theory of stratification) که بیشتر به عنوان قشربندی وبری یا نظام سه طبقه شناخته می شود توسط جامعه‌شناس آلمانی، ماکس وبر ارائه شد که با طبقه، پایگاه و حزب به عنوان انواع آرمانی متمایز ارتباط دارد.
وبر رویکردی چند بعدی برای قشربندی اجتماعی ایجاد کرد که بازتاب متقابل بین ثروت، اعتبار و قدرت است.
وبر استدلال کرد که قدرت می تواند اشکال مختلفی داشته باشد. قدرت یک فرد را می توان در نظم اجتماعی از طریق موقعیت آنها، در نظم اقتصادی از طریق طبقه آنها و در نظم سیاسی از طریق حزب آنها نشان داد. بنابراین، طبقه، موقعیت و حزب هر یک از جنبه های توزیع قدرت در یک جامعه هستند.
طبقه، موقعیت و قدرت نه تنها تأثیر زیادی در حوزه های فردی خود دارند، بلکه تأثیر زیادی بر سایر حوزه ها نیز دارند.
- ثروت: شامل اموالی مانند ساختمان‌ها، زمین‌ها، مزارع، خانه‌ها، کارخانه‌ها و همچنین سایر دارایی‌ها – منزلت اقتصادی است.
- پرستیژ: احترامی که به یک شخص یا موقعیت موقعیتی توسط دیگران توجه می شود - منزلت منزلت
- قدرت: توانایی افراد یا گروه ها برای دستیابی به اهدافشان علیرغم مخالفت دیگران - احزاب

از نظر وبر دو بعد اساسی قدرت وجود دارد: تصاحب قدرت و اعمال قدرت.
این مقاله اندکی پیش از جنگ جهانی اول نوشته شد و پس از مرگش در سال 1922 به عنوان بخشی از Wirtschaft und Gesellschaft وبر منتشر شد. در دهه 1940 به انگلیسی به عنوان "Class, Status, Party" ترجمه شد؛ با تغییراتی در وبر 1978:926-939 تکثیر شد.</ref> و دوباره به عنوان توزیع قدرت در جامعه: طبقات، Stände، احزاب ترجمه شده است.

## تصاحب قدرت
به عقیده وبر، توانایی داشتن قدرت از توانایی فرد برای کنترل «منابع اجتماعی» مختلف ناشی می شود. «شیوه توزیع امکان انتقال اموال از حوزه استفاده به عنوان «ثروت» به حوزه «سرمایه» را به صاحبان انحصار می‌دهد. یعنی کارکرد کارآفرینی و همه فرصت‌هایی را به آنها می‌دهد تا به طور مستقیم یا غیرمستقیم در بازده سرمایه سهیم شوند». این منابع می تواند هر چیزی و همه چیز باشد: آنها ممکن است شامل زمین، سرمایه، احترام اجتماعی، قدرت بدنی و دانش فکری باشند.

## اعمال قدرت
توانایی اعمال قدرت چندین اشکال مختلف دارد ولی همه شامل این ایده است که آن به معنای توانایی رسیدن به راه خود با دیگران، بدون توجه به توانایی آنها در مقاومت در برابر شما است. "مثلا، اگر به شانس یک فرد برای تحقق اراده خود در برابر دیگری فکر کنیم، منطقی است که باور کنیم وجهه اجتماعی، موقعیت طبقاتی و عضویت فرد در یک گروه سیاسی بر این شانس ها تأثیر خواهد گذاشت. از نظر درک رابطه بین قدرت و قشربندی اجتماعی، وبر با استفاده از چندین مفهوم اصلی، شیوه های مختلفی را  نظریه پردازی کرد که در آن جوامع در نظام های سلسله مراتبی سلطه و تبعیت سازماندهی می شوند.

### طبقه و قدرت
«طبقه، در هسته خود، یک مفهوم اقتصادی است؛ موقعیت افراد در بازار است که منزلت طبقاتی آنها را تعیین می کند و نحوه قرار گرفتن فرد در بازار است که مستقیماً بر شانس زندگی او تأثیر می گذارد. این نظریه توسط وبر بر اساس «دسترسی نابرابر به منابع مادی» ارائه شد. به عنوان مثال، اگر کسی چیزی را دارد که شما می خواهید یا نیاز دارید، این باعث می شود که او به طور بالقوه قدرتمندتر از شما باشد. او در یک موقعیت مسلط است و شما در موقعیتی فرع هستید زیرا او یک منبع اجتماعی مطلوب را کنترل می کند. یک تصویر کلاسیک در اینجا رابطه بین کارفرما و کارمند است.

### قدرت اجتماعی (منزلت یاStände)
«وجود گروه های منزلتی اغلب خود را در قالب هایی نشان می دهد:
1. درون‌همسری یا الگوی محدود روابط اجتماعی،
2. به اشتراک گذاری غذا و سایر مزایا در گروه ها،
3. کنوانسیون ها یا سنت های وضعیت، و
4. دستیابی انحصاری به برخی فرصت‌های اقتصادی یا اجتناب از انواع خاصی از تملک‌ها.[۸]

اگر به کسی احترام می گذارید یا او را به عنوان مافوق اجتماعی خود می بینید، در این صورت او به طور بالقوه می تواند بر شما قدرت اعمال کند (زیرا به دستورها / دستورهای او پاسخ مثبت می دهید). از این نظر، موقعیت اجتماعی یک منبع اجتماعی است صرفاً به این دلیل که او ممکن است آن را داشته باشد در حالی که شما ندارید. با این حال، همه قدرت ها شرافت اجتماعی را به همراه ندارند: رئیس معمولی آمریکایی، و همچنین دلالان بزرگ معمولی، عمداً از شرافت اجتماعی چشم پوشی می کند. به طور کلی، قدرت «صرفاً اقتصادی» و به ویژه قدرت پولی «برهنه» به هیچ وجه یک مبنای شناخته شده یا افتخار اجتماعی نیست.
نکته: کلمه آلمانی Stand، جمع Stände (انگلیسی، "وضعیت" یا "گروه وضعیت") گاهی اوقات در وبر ترجمه نشده باقی می ماند. به منظور در نظر گرفتن خاستگاه این مفهوم در اصناف قرون وسطایی، حرفه ها، هویت های قومی و طبقه بندی های فئودالی.

### قدرت سیاسی (حزب)
احزاب انجمن‌هایی هستند که هدفشان تأمین «قدرت در یک سازمان [یا دولت] برای رهبران آن به منظور دستیابی به مزایای ایده‌آل یا مادی برای اعضای فعال آن است». این شکل از قدرت را می توان با نحوه سازماندهی دولت در نظام های اجتماعی مدرن (مثلاً شامل توانایی وضع قوانین) مرتبط دانست. اگر بتوانید بر این روند ایجاد قانون تأثیر بگذارید، در موقعیت بالقوه قدرتمندی قرار خواهید گرفت. بنابراین، با توانایی شما برای تأثیرگذاری بر فرآیند تصمیم‌گیری شما صاحب قدرت هستید، حتی اگر مستقیماً شخصاً آن قدرت را اعمال نکنید. احزاب سیاسی ابزار سازمانی برای تصاحب قدرت از طریق مکانیسم دولت هستند و نه فقط احزاب سازمان یافته رسمی، بلکه هر گروهی را شامل می‌شوند که برای اثرگذاری بر شیوه اعمال مشروع قدرت از طریق ماشین‌آلات دولتی سازماندهی می‌شوند. «از آنجایی که احزاب اهدافی مانند توسعه یا پذیرش برنامه‌های خود و کسب موقعیت‌های نفوذ در سازمان‌ها را هدف قرار می‌دهند، واضح است که آنها تنها در چارچوب یک نظم عقلانی عمل می‌کنند که در چارچوب آن رسیدن به این اهداف امکان‌پذیر است و تنها زمانی که مبارزه برای قدرت وجود دارد."

### کنش اجتماعی
کنش اجتماعی در ارتباط مستقیم با «قدرت سیاسی یا حزبی» در ترکیب با منزلت طبقاتی است. اثر قوانین مبتنی بر کنش اجتماعی اعضای طبقات است. «جهت منافع ممکن است بسته به اینکه آیا کنش اجتماعی بخش بزرگتر یا کوچکتری از کسانی که معمولاً تحت تأثیر وضعیت طبقاتی قرار می گیرند یا حتی انجمنی در میان آنها، به عنوان مثال، یک اتحادیه کارگری، متفاوت باشد. وضعیت طبقاتی، که فرد ممکن است از آن انتظار نتایج امیدوارکننده ای برای خود داشته باشد». «درجه‌ای که «کنش اجتماعی» و احتمالاً تداعی‌ها از رفتار توده‌ای اعضای یک طبقه پدید می‌آیند، به شرایط فرهنگی عمومی، به‌ویژه با شرایط یک نوع فکری مرتبط است. همچنین به میزان تضادهایی که قبلاً تکامل یافته است تشبیه شده است. «کنش آگاهانه طبقاتی بسیار محتمل است که اولاً [وبر می گوید] «ارتباط بین علل و پیامدهای «وضعیت طبقاتی» شفاف یا روشن باشد. اگر افراد به وضوح ببینند که ارتباطی بین ساختار نظام اقتصادی و اتفاقاتی که از نظر شانس زندگی برایشان می‌افتد وجود دارد، احتمال کنش طبقاتی بیشتر است.» هر چه تعداد افراد در این موقعیت های طبقاتی بیشتر باشد، احتمال قیام آنها در عمل افزایش می یابد.

### تحرک
«این موضوع بحث برانگیز نیست که موقعیت طبقاتی که هر فردی در آن قرار می‌گیرد، نشان‌دهنده محدودیتی در حوزه کاری اوست، او را در طبقه نگه می‌دارد. به عنوان یک مانع برای هر صعود به یک طبقه بالاتر، و به عنوان یک جفت بال آب با توجه به طبقات زیر عمل می کند... نوع طبقه، روابط با هم طبقه ای ها، قدرت بر منابع بیرونی متناسب با منزلت طبقاتی و غیره». در جامعه سرمایه داری حرکت بین طبقات یک امکان است. از این رو، از اصطلاح "آمریکایی" برای نشان دادن توانایی افراد برای صعود به طبقه بالاتر از طریق سخت کوشی و نبوغ استفاده می شود. "ترکیب طبقه برای همیشه در حال تغییر است، تا جایی که ممکن است مجموعه ای کاملاً جدید از خانواده ها وجود داشته باشد."
وبر چهار طبقه را دید:
1. طبقه دارایی،
2. طبقه غیر دارایی،
3. خرده بورژوازی و
4. طبقه کارگران یدی.

## مطالعه بیشتر
- واترز، تونی و داگمار واترز (۲۰۱۰). «ترجمه دانشگاه نیو زپلین از «طبقات، منزلت، احزاب وبر» (۲۰۱۰) ۱۰ «مجله جامعه‌شناسی کلاسیک» ۱۵۳.
- وبر، ماکس (۱۹۶۴). «نظریه سازمان اجتماعی و اقتصادی»، ویرایش. تالکوت پارسونز، نیویورک: رایگان پی.
- وبر، ماکس (۱۹۷۸).  اقتصاد و جامعه: طرح کلی درک جامعه شناسی [ترجمه ۱۸۶۴  از وبر ۱۹۲۲], ویرایش. گونتر راث و کلاوس ویتیک. برکلی: کالیفرنیا.
- وبر، ماکس (۲۰۱۵). "توزیع قدرت با اجتماع: طبقات، منزلت، احزاب، ترجمه. داگمار واترز، ویراستاران و مترجمان تونی واترز، در عقل گرایی وبر و جامعه مدرن: ترجمه های جدید در مورد سیاست، بوروکراسی و طبقه بندی اجتماعی." نیویورک:  پالگریو مک‌میلان. aters.doc متن ترجمه ۲۰۱۵ طبقات، منزلت، احزاب توسط ماکس وبر.]